# Hadena anatolica
Hadena anatolica är en fjärilsart som beskrevs av Emilio Berio 1978. Hadena anatolica ingår i släktet Hadena och familjen nattflyn. Inga underarter finns listade i Catalogue of Life.